# Nicolas Mondejar
Nicolas Mollenedo Mondejar (* 15. September 1924 in Cabatuan, Philippinen; † 10. Februar 2019 in San Carlos City) war Bischof von San Carlos. 

## Leben
Nicolas Mondejar empfing am 4. April 1953 die Priesterweihe.
Papst Paul VI. ernannte ihn am 17. Juli 1970 zum Weihbischof in Cebu und Titularbischof von Grumentum. Der Apostolische Nuntius auf den Philippinen, Erzbischof Carmine Rocco, spendete ihm am 30. August desselben Jahres die Bischofsweihe; Mitkonsekratoren waren Antonio José Frondosa, Bischof von Capiz, und Manuel S. Salvador, Bischof von Palo. 
Am 19. Dezember 1974 wurde er durch Paul VI. zum ersten Bischof des mit gleichem Datum errichteten Bistums Romblon ernannt. Papst Johannes Paul II. ernannte ihn am 21. November 1987 zum ersten Bischof des neuerrichteten Bistums San Carlos. 
Am 25. Juli 2001 nahm Johannes Paul II. seinen altersbedingten Rücktritt an. Mondejar lebte zuletzt im bischöflichen Haus von San Carlos City und erlag 2019 im Alter von 94 Jahren einem Kreislaufstillstand.